# Renato Casagrande
José Renato Casagrande (Castelo, 3 de dezembro de 1960) é engenheiro florestal, bacharel em direito, político brasileiro e atual governador do estado do Espírito Santo. É filiado ao Partido Socialista Brasileiro.

## Biografia
Nascido em Castelo, na década de 1960, Renato Casagrande é filho de Augusto Casagrande e Anna Venturim Casagrande, sendo descendente de italianos. Renato cursou o primeiro grau na escola Nestor Gomes, em sua cidade natal. Casou-se com Maria Virgínia, com quem teve dois filhos Milla Casagrande e Victor Casagrande.

## Trajetória política
Casagrande começou a participar ativamente da política como representante do Centro Acadêmico e do movimento estudantil na Universidade Federal de Viçosa (UFV), na qual cursou Engenharia Florestal entre os anos de 1979 e 1983. No mesmo período, Casagrande iniciou sua trajetória no Partido Comunista do Brasil, passando também pelo PMDB e PSB durante a década de 1980. Além disso, adentrou no cargo de Secretário de Desenvolvimento Rural da Prefeitura Municipal de Castelo de 1984 a 1987. Ainda em 1987, iniciou os estudos na Faculdade de Direito de Cachoeiro de Itapemirim, formando-se em 1991. Também participou da fundação e se tornou o primeiro presidente da Associação Acadêmico Castelense (AAC).
Filiado ao Partido Socialista Brasileiro, elegeu-se deputado estadual (1991-1994). Em 1994, foi indicado pelo partido para compor a chapa do Governo do Estado tornando-se vice-governador (1995-1999). Em janeiro de 1995, ainda como vice-governador, assumiu o cargo de Secretário de Estado da Agricultura, desligando-se em abril de 1998 para disputar o Governo do Espírito Santo. Em 1998, candidatou-se a governador do Espírito Santo, ficando em terceiro lugar. De abril de 1999 a outubro de 2001, Renato Casagrande exerceu o cargo de secretário de Meio Ambiente do município da Serra, Região Metropolitana da Grande Vitória. No mesmo ano, integrou o Conselho Estadual de Meio Ambiente e presidiu a Associação Nacional de Municípios de Meio Ambiente (ANAMMA), Seção Espírito Santo.
Secretário-geral da Comissão Executiva Nacional do PSB em 2001, elegeu-se deputado federal em 2002 e atuou como líder da bancada do partido em 2006. No mesmo ano, elegeu-se senador com 62% dos votos válidos. No pleito de 2010, elegeu-se governador do Espírito Santo, vencendo já no primeiro turno com 82,30% dos votos válidos. Diante disso, renuncia ao mandato de senador e passa a gestão para sua suplente, Ana Rita Esgário.
Em 2014, disputou a reeleição para o cargo de governador do Espírito Santo tendo como seu candidato a vice o então presidente da Câmara Municipal de Vitória Fabrício Gandini do PPS. Obteve 39% dos votos e foi derrotado no primeiro turno pelo ex-governador Paulo Hartung, que venceu com 53% dos votos.
Em 2015, o Conselho Curador da Fundação João Mangabeira (FJM) elegeu, por unanimidade, Renato Casagrande, como o seu novo presidente, em substituição a Carlos Siqueira, que assumiu em outubro o cargo de presidente nacional do Partido Socialista Brasileiro.
Além disso, elegeu-se no primeiro turno em 2018, como governador do Espírito Santo, com cerca de 55% dos votos.
Já em 2022, se reelegeu governador em segundo turno, com 53,80% dos votos.

## Projetos de lei e outras proposições
Em 2003, Casagrande foi um dos propositores da PEC 215/2003, transformada na emenda constitucional 101/2019, que discorre, com o acréscimo do § 3º ao art. 42 da Constituição Federal, sobre a possibilidade dos militares dos Estados, do Distrito Federal e dos Territórios possuírem mais de uma profissão remunerada, mediante cargo de professor, cargo técnico ou científico ou, ainda, cargo privativo de profissionais de saúde.
Renato Casagrande propõe, em 2004, um projeto de alteração na Lei nº 8.010/1990, que reformula o texto dos artigos 1º e 2º e acrescenta o item "f" ao inciso I do art. 2º da Lei nº 8.032/1990. As modificações, transformadas na Lei Ordinária 10964/2004, trataram de questões referentes às importações de bens destinados a pesquisa científica e tecnológica, objetivando a isenção ou redução de impostos.
Também em 2004, Casagrande discorre sobre o projeto que altera o caput e revoga o § 1º do art. 3º do Decreto Legislativo nº 7/1995, vedando a ajuda de custo (Jetom) de membros do Congresso Nacional no que se refere à sessão legislativa extraordinária.
Casagrande também colaborou para apresentação da CPI (Resolução da Câmara dos Deputados 31/2005) que objetivava a investigação de organizações criminosas do tráfico de armas e para a PEC 416/2005, instituída como a emenda constitucional 71/2012, implementando o art. 216-A à Constituição Federal, que trata da criação de um Sistema Nacional de Cultura.
Em 2006, em seu primeiro ano de mandato como senador, Casagrande assumiu a tarefa de relatar o processo de investigação do senador Renan Calheiros como membro da comissão de Ética e Decoro Parlamentar, alegando ser favorável às investigações sobre as denúncias de falta de decoro parlamentar do ex-presidente do senado. Diante de tal posicionamento, Renato sofreu pressões internas e externas dos aliados de Renan.
Além disso, em 2006, também foi vice-presidente da CPI do Apagão Aéreo do Senado.
Em 2019, Casagrande foi o único chefe de Executivo estadual das regiões Sul e Sudeste a se pronunciar contra a flexibilização do porte de armas no Brasil, pelo Decreto nº 9.785 (2019), assinando a carta aberta ao presidente Jair Bolsonaro, junto à treze outros governadores, majoritariamente representantes do nordeste do país.

## Desempenho em eleições
| Ano  | Eleição                     | Candidato a       | Partido | Coligação | Chapa                   | Votos     | Resultado              |
| ---- | --------------------------- | ----------------- | ------- | --- | ----------------------- | --------- | ---------------------- |
| 1990 | Estaduais no Espírito Santo | Deputado Estadual | PSB     | — | —                       | 5.060     | Eleito                 |
| 1994 | Estaduais no Espírito Santo | Vice-governador   | PSB     | Frente Capixaba Popular (PT,PSB,PCdoB)                                                                                          | Gov. Vitor Buaiz (PT)   | 495.948   | Eleito 2º turno        |
| 1998 | Estaduais no Espírito Santo | Governador        | PSB     | Frente Popular Capixaba (PSB,PT,PMN,PCdoB,PTN,PSN)                                                                              | Saturnino Mauro (PT)    | 145.547   | Não Eleito 3° Colocado |
| 2002 | Estaduais no Espírito Santo | Deputado Federal  | PSB     | Frente Competência pra Mudar (PSB,PSD,PSC,PRONA,PTdoB,PV,PAN,PSL,PHS)                                                           | —                       | 69.721    | Eleito                 |
| 2006 | Estaduais no Espírito Santo | Senador           | PSB     | Espírito Santo Presente (PSB,PT,PL,PSC,PRB,PMN,PV,PCdoB)                                                                        | Ana Rita Esgário (PT)   | 1.031.487 | Eleito                 |
| 2010 | Estaduais no Espírito Santo | Governador        | PSB     | Frente Juntos pelo Futuro (PSB,PT,PMDB,PR,PP,PCdoB,PDT,PRB,PTN, PSDC,PSC,PHS,PTC,PV,PRP,PTdoB)                                  | Givaldo Vieira (PT)     | 1.502.070 | Eleito 1º turno        |
| 2014 | Estaduais no Espírito Santo | Governador        | PSB     | Pra frente Espírito Santo (PSB,PPS,PP, PR,PTB,PSC,PSD,PTC,PCdoB,PV, PSL,PSDC,PHS,PRTB,PTdoB,PTN,PPL,PMN,PRB)                    | Fabrício Gandini (PPS)  | 751.293   | 2°Colocado 1° turno    |
| 2018 | Estaduais no Espírito Santo | Governador        | PSB     | Espírito Santo Mais Igual (PSB,PHS,PROS,PV,PSC,AVANTE,PTC,PSDB, PP,PCdoB,DEM,PDT,PPL,DC,SD,PRP,PSD,PPS)                         | Jacqueline Moraes (PSB) | 1.072.224 | Eleito 1º turno        |
| 2022 | Estaduais no Espírito Santo | Governador        | PSB     | Juntos por um Espírito Santo mais Forte (PSB,Fed. Sempre pra Frente (PSDB/Cidadania), MDB, FE Brasil (PT/PCdoB/PV),PP,PDT,PODE) | Ricardo Ferraço (PSDB)  | 1.171.288 | Eleito 2º turno        |

## Controvérsias

### Propaganda Irregular
Em 2014, os candidatos a governador Renato Casagrande e Paulo Hartung, e os candidatos a deputado estadual Josias da Vitória, Janete de Sá e Renzo Vasconcelos nas eleições daquele ano foram multados por propaganda eleitoral irregular. Casagrande teve que pagar multa de R$ 2 mil por ter afixado placa contendo propaganda de sua campanha na fachada de uma borracharia, o que é vedado pela legislação eleitoral em seu artigo 37 que impede a utilização de fachadas de estabelecimentos comerciais para propaganda de candidatos. Casagrande foi notificado para retirar a propaganda irregular, no entanto, não cumpriu o prazo legal de 48 horas.

### Escândalo das Passagens Aéreas
Em 2016, o nome de Renato Casagrante constava na lista de 443 parlamentares ou ex-parlamentares acusados pela Procuradoria da República de participação no Escândalo das passagens aéreas, datado de 2009, durante seu mandato senatorial. A acusação toma respaldo no crime de peculato, podendo atribuir entre 2 a 12 anos de prisão. Em defesa, Casagrande se pronunciou dizendo que o Senado e a Câmara dos Deputados admitiam o uso de uma cota de passagens sob critério dos próprios parlamentares, sem especificações. Diante disso, Renato admite a doação de passagens aéreas para pessoas carentes, que precisavam fazer tratamento no hospital Sarah Kubitschek em Brasília. O processo, arquivado pelo Supremo Tribunal Federal em 2009, veio a público novamente e também foi arquivado de acordo com as investigações, entre os anos de 2016 e 2018.

### Delação da Odebrecht
Em 2017, Casagrande foi alvo de um pedidos de inquérito enviado pelo Supremo Tribunal Federal ao Tribunal Regional Federal com base em delações de ex-executivos da Odebrecht, sendo suspeito de receber, junto a Paulo Brusqui, e o prefeito de Vitória, Luciano Rezende, R$2,3 milhões para campanhas políticas em 2010, 2012 e 2014. O delator, Sérgio Neves, ainda afirmou que uma das reuniões para fechar o valor dos repasses ocorreu dentro da própria sede do governo estadual, o Palácio Anchieta, em 2012. Casagrande afirmou que o dinheiro recebido para a campanha foi de acordo com a legislação eleitoral e que o delator entrega informações novas para ter benefício, misturando doações para campanha e propina. Paulo Brusque disse que se defenderá quando for intimado pela Justiça. O prefeito de Vitória afirmou que jamais teve contato com executivo algum ou qualquer representante da Odebrecht e que está à disposição para esclarecimentos o mais rápido possível.